# Kamień runiczny ze Stentoften

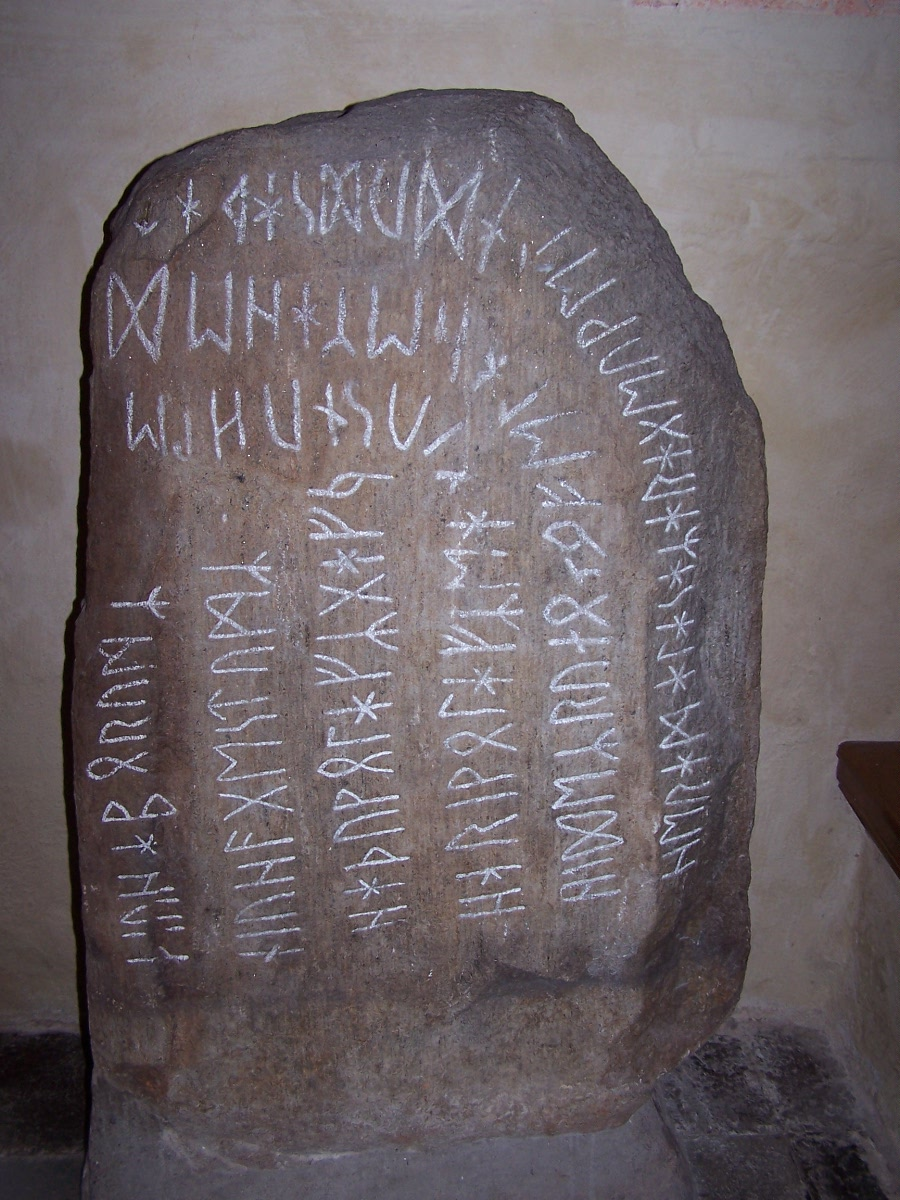
Kamień runiczny ze Stentoften

Kamień runiczny ze Stentoften (DR 357) – pochodzący z połowy VII wieku kamień runiczny. Został odnaleziony w 1823 roku w Stentoften w szwedzkiej prowincji Blekinge przez wielebnego O. Hammera, przewrócony inskrypcją do ziemi. Pierwotnie stanowił część jakiegoś większego kompleksu, zgodnie z relacją Hammera otaczało go bowiem pięć innych kamieni ułożonych w pięciokąt. W 1864 roku kamień został zabrany do Sölvesborg i ustawiony w tamtejszym kościele.
Na kamieniu wyryto inskrypcję o treści:
niuhAborumR
niuhagestumR
hAþuwolfAfR gAf j
hAriwolfAfR mAxxu s nu hle
hideR runono felAheka hederA ginironoR
herAmAlAsAR ArAgeu welAdud sA þAt bAriutiþ
którą tylko częściowo udało się odczytać. Pierwsze trzy wersy znaczą mniej więcej „Dziewięcioma kozłami, dziewięcioma końmi dał Haþuwulfar dobry plon”. Wers czwarty tłumaczy się natomiast jako „Haþiwolfar jest teraz ochroną”. Wersy piąty i szósty znaczą natomiast: „Rząd czarodziejskich run ukrywam tutaj. Złością niespokojny, podstępna śmierć na obczyźnie (spotka) tego, kto to [=ten kamień] zniszczy”.